# انتخابات ریاست باشگاه فوتبال بارسلونا ۲۰۲۱
انتخابات ریاست باشگاه فوتبال بارسلونا ۲۰۲۱ برای انتخاب چهل و دومین رئیس باشگاه در ۷ مارس ۲۰۲۱ برگزار شد. در ابتدا انتخابات قرار بود در ۲۴ ژانویه ۲۰۲۱ برگزار شود اما بعداً به دلیل افزایش موارد کووید-۱۹ در اسپانیا در ژانویه به تعویق افتاد. کارلس توسکتس رئیس موقت باشگاه بود که پس از استعفای جوزپ ماریا بارتومئو در ۲۷ اکتبر ۲۰۲۰، مسئولیت را بر عهده گرفت. با این حال، توسکتس در انتخابات شرکت نکرد. ۹ نامزد پیش از انتخابات برای ریاست نامزد شدند. از جمله رئیس سابق باشگاه خوآن لاپورتا، ویکتور فونت، امیلی روساود، تونی فریشا، جوردی فاره، آگوستی بندیتو، ژاوی ویلاجونا، لوییس فرنادز و پره ریرا.
برای صعود به انتخابات اصلی، نامزدها باید حداقل ۲٬۲۵۷ امضا را از اعضای باشگاه جمع‌آوری می‌کردند. خوآن لاپورتا، ویکتور فونت و تونی فریشا تنها نامزدهای رقابت‌کننده بودند.
در تاریخ ۶ مارس، یک روز قبل از انتخابات، این باشگاه در مجموع ۲۰٬۶۶۳ رأی از طریق پست دریافت کرد زیرا بسیاری از اعضا به دلیل شیوع بیماری همه‌گیر نمی‌خواستند در مراکز رای‌گیری رای دهند. آرا باقی‌مانده در ۷ مارس داده شد. با رسیدن به روز انتخابات به نظر می‌رسید که لاپورتا نامزد محبوب است و نتایج مشخص است. خوآن لاپورتا به راحتی به عنوان رئیس باشگاه فوتبال بارسلونا پیروز شد. وی ۵۴٫۲۸٪ آرا را به دست آورد. ویکتور فونت با ۲۹٫۹۹٪ آرا دوم و تونی فریشا با ۸٫۵۸٪ آرا سوم شدند.